# كين نيشيدا
كين نيشيدا (بالكانا:にしだ けん) هو ممثل ياباني، ولد في 24 يونيو 1945.

## وصلات خارجية
- كين نيشيدا على موقع IMDb (الإنجليزية)
- كين نيشيدا على موقع ألو سيني (الفرنسية)
- كين نيشيدا على موقع قاعدة بيانات الأفلام السويدية (السويدية)
- كين نيشيدا على موقع قاعدة بيانات الفيلم (الإنجليزية)
- كين نيشيدا على موقع كينوبويسك (الروسية)